# Fotovernähung
Fotovernähung ist eine künstlerische Technik zur Verbindung von Fotografien.

## Geschichte
Mitte der 1970er Jahre entwickelte die deutsche Künstlerin Annegret Soltau die von ihr selbst so benannte Fotovernähung, in der sie den realen Faden mit fotografischem Material verband. Die Fotovernähung steht in der Tradition der Collage, in der verschiedene Realitäten miteinander verbunden werden. Während in der Fotocollage die Verbindungen durch Kleben hergestellt werden, werden in den Fotovernähungen die Teile mit einem schwarzen Faden zusammengenäht, dadurch bekommt sie auch ein textiles Element.
„Bei diesen Arbeiten reißt Soltau das Innere der Aufgenommenen, sei es das Gesicht oder der Körper, in Stücken heraus, so dass der Umriss der Person gleichsam entkernt als Silhouette zurückbleibt. Die auf diese Weise gewonnenen Teilstücke des Körpers setzt sie in der Folge neu zusammen und vernäht diese miteinander. In alter Hülle entsteht das Innere des Körpers neu. Durch die Zerstückelung der Personen entsteht für den Betrachter eine Verwirrung seiner Wahrnehmung, die Reaktionen von Widerwillen, Ablehnung, Verdrängung bis hin zum Schock hervorrufen können.(....) Durch die bewusst gesetzten Fäden auf der Vorderseite des Bildes entsteht unbewusst auf der Rückseite der Arbeit eine losgelöste, jedoch haptische Faden-Zeichnung“ John Heartfield
Seit den 1990er Jahren wird die Technik der Fotovernähung auch im schulischen Kunstunterricht behandelt und als eine Weiterentwicklung von analogen Fotomontagen aus den 1920er Jahren z. B. der Künstlerin  Hannah Höch interpretiert.
Mitte der achtziger Jahre schuf Andy Warhol fotografische Mischformen. Seine Arbeiten zeichneten sich dadurch aus, dass sie miteinander vernäht waren. Warhol und sein Studio arbeiteten von 1982 bis 1987 mit Unterbrechungen an seiner Serie der Stitched Photographs, die einige Wochen vor Warhols Tod das erste Mal gezeigt wurden. Aus Tausenden von Aufnahmen, die Warhol gemacht hatte, erstellten er und sein Studio schätzungsweise 500 Stitched Photographs, Arbeiten, die aus mehreren identischen Schwarz-Weiß-Abzügen zusammengestellt und miteinander vernäht wurden.
Seit Warhols Tod hat sein früherer Fotoassistent Christopher Makos eine eigene Serie vernähter Arbeiten herausgebracht.

## Werke
Annegret Soltau:
(ab 1975) selbst, schwanger, Mutter-Glück, Grima, generativ, Pubertät, KALI Tochter, transgenerativ, N.Y. FACES - chirurgische Operationen, personal identity, verified self
Andy Warhol:
Stitched Photographs (entstanden ab 1982 bis 1987)